# Dolores Sucre Lavayen
Dolores Sucre Lavayen (Guayaquil, novembre de 1837 - Ibíd., 5 de juny de 1917) fou una poetessa i escriptora equatoriana.
Va néixer el novembre de 1837 a la ciutat de Guayaquil, els seus pares van ser el coronel José Ramón de Sucre i Alcalá i la dama Mercedes Lavayen i García. Era, per tant, neboda del Gran Mariscal d'Ayacucho Antonio José de Sucre. Va ser el seu cosí segon el Dr. César Borja Lavayen.
Des de petita va desenvolupar un talent per la poesia i la literatura, conreant-ho durant tota la seva vida d'ensenyament i patriotisme. La seva obra ha estat publicada en els periòdics i revistes del país en aquella època igual que a l'estranger. En 1883 va cantar poesies al Centenari del Naixement del Libertador, després en les inauguracions de les estàtues de Simón Bolívar i Vicente Rocafuerte.
El 9 de desembre de 1905 va rebre la Lira d'Or en el Teatre Olmedo de Guayaquil, per part de la Srta. María Sánchez Urbina; i, el poeta Numa Pompilio Llona li va dedicar un escrit titulat A Dolores Sucre, al que Dolores amb modèstia va declamar el poema Mi Gratitud.

## Defunció
Va morir a la seva ciutat natal, Guayaquil, el 5 de juny de 1917.

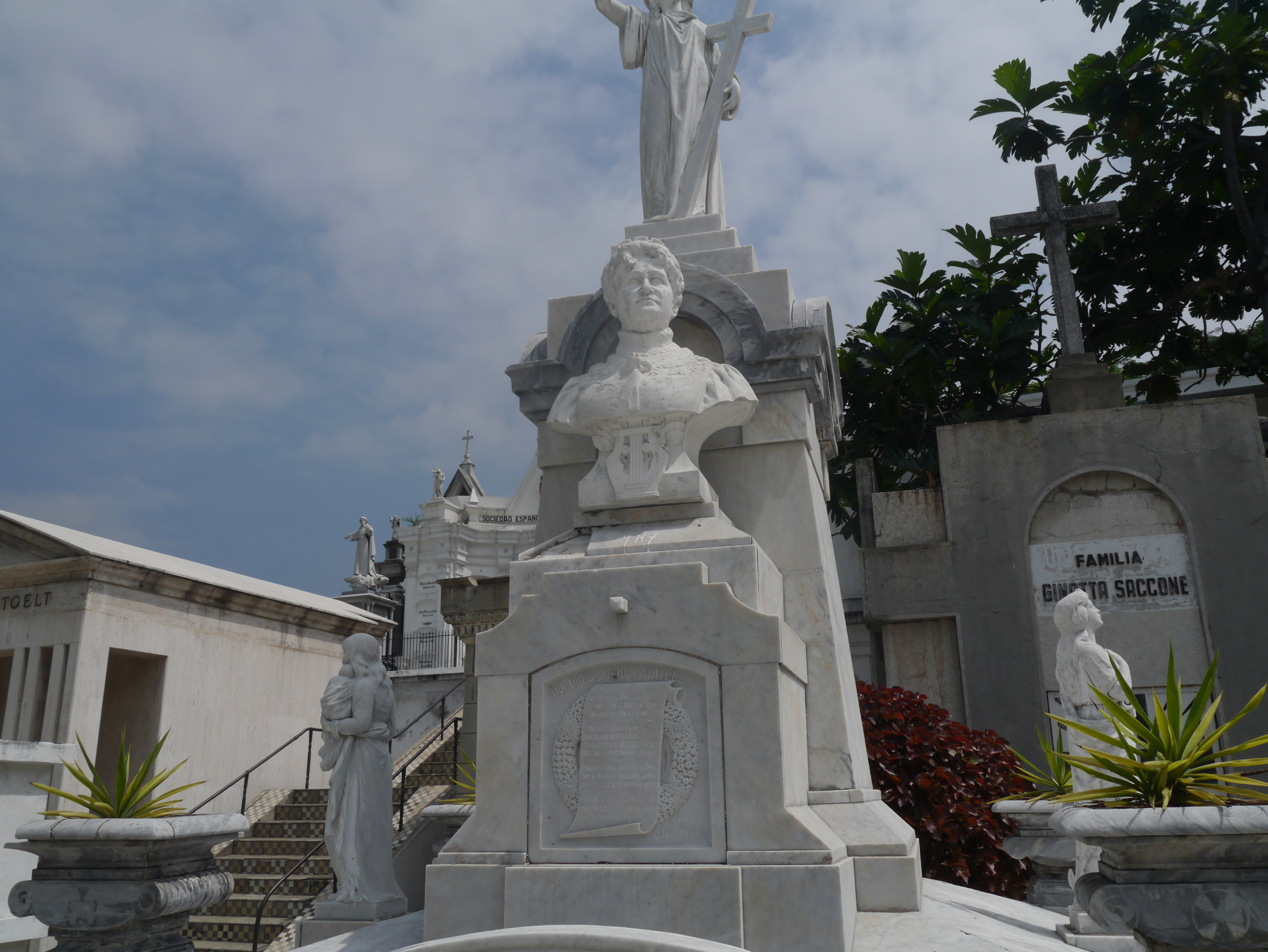
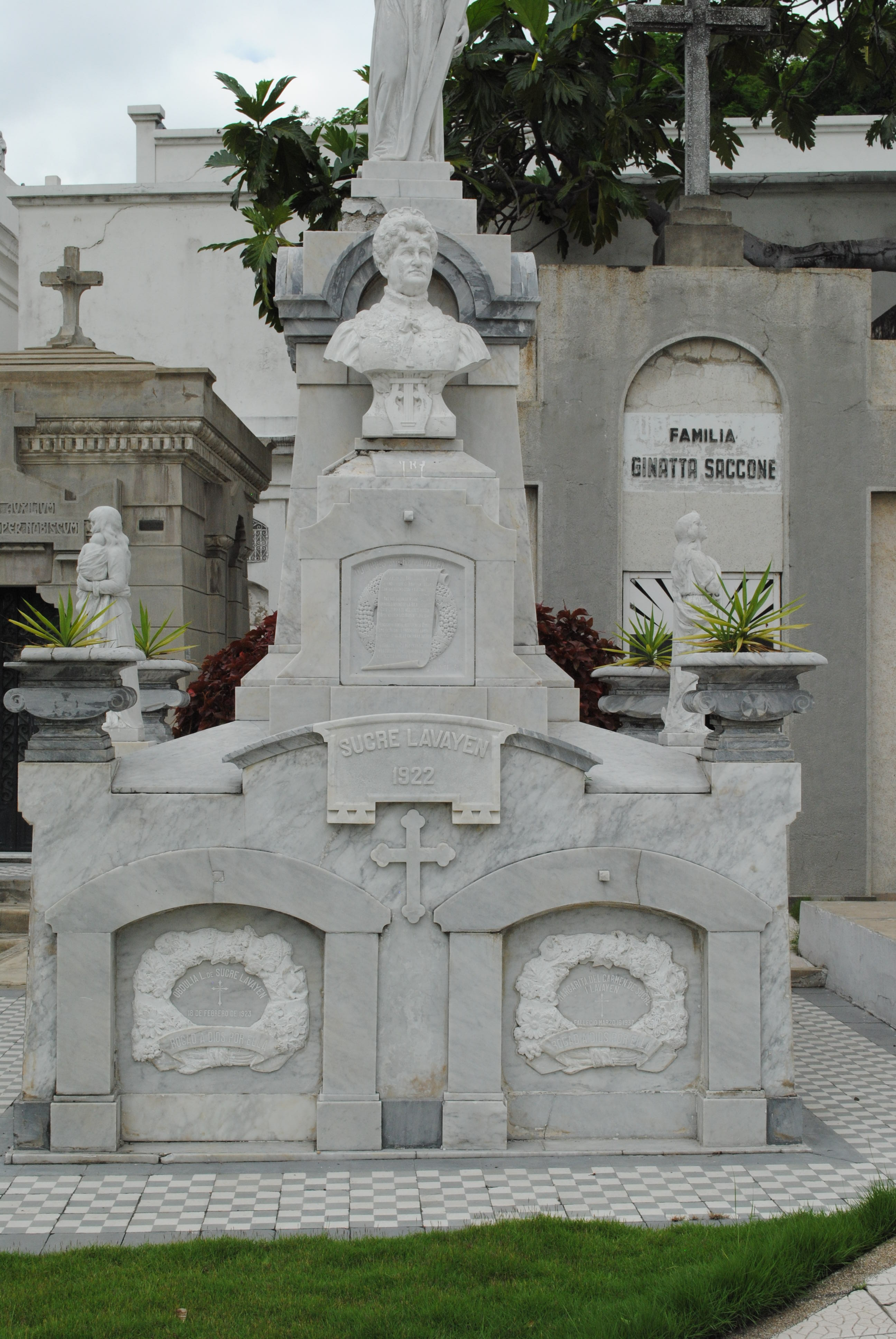
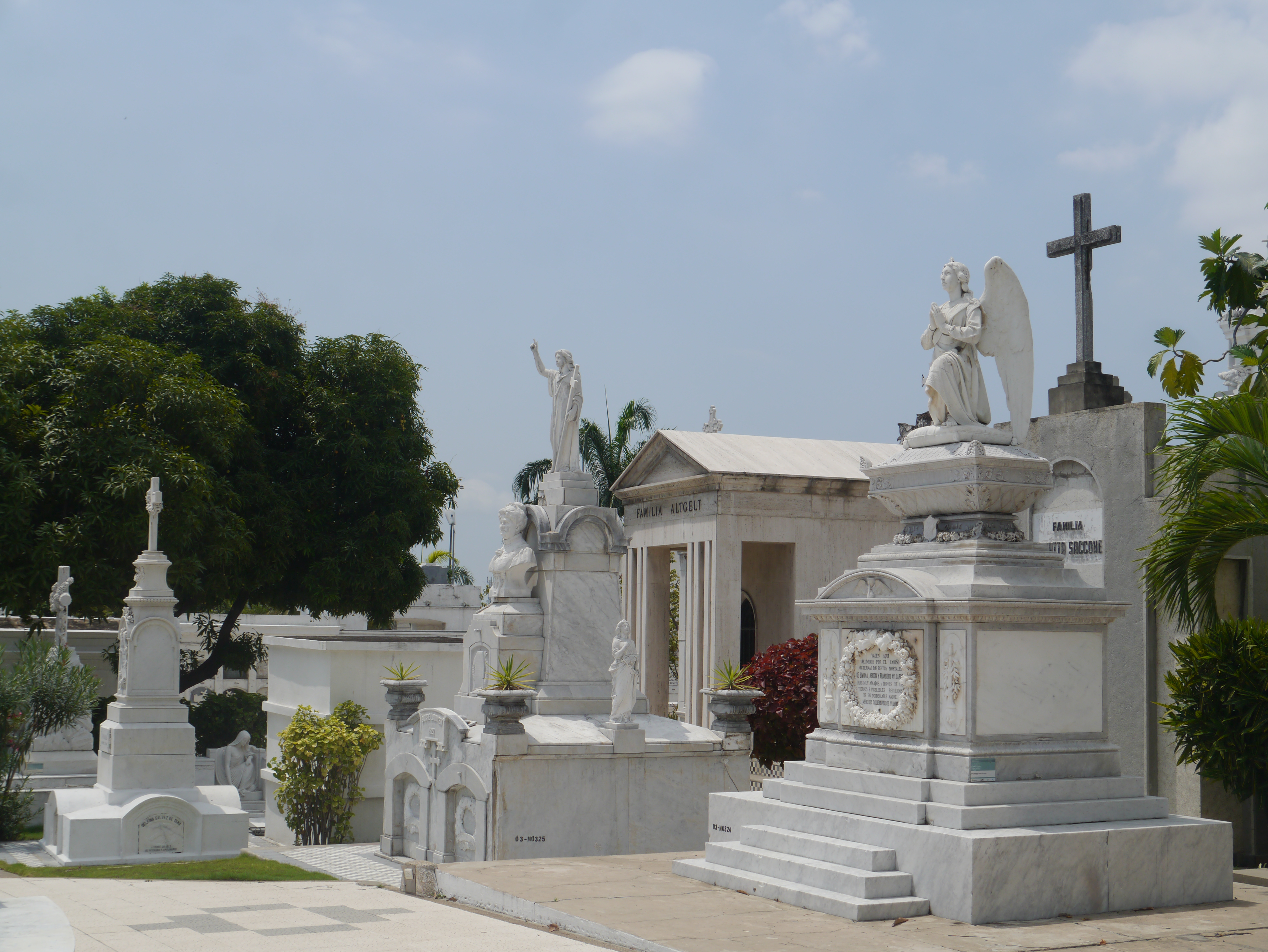